# Stairway to Heaven/Muni's Mood
Stairway to Heaven/Muni's Mood è un 7" di Gian Piero Reverberi pubblicato dalla United Artists Records negli Stati Uniti d'America il 1977 e tratto dall'album Stairway to Heaven.

## Tracce
1. Stairway to Heaven (Jimmy Page, Robert Plant) - 3:10
2. Muni's Mood (Gian Piero Reverberi) - 4:45